# Carretera nacional 1 (Vietnam)

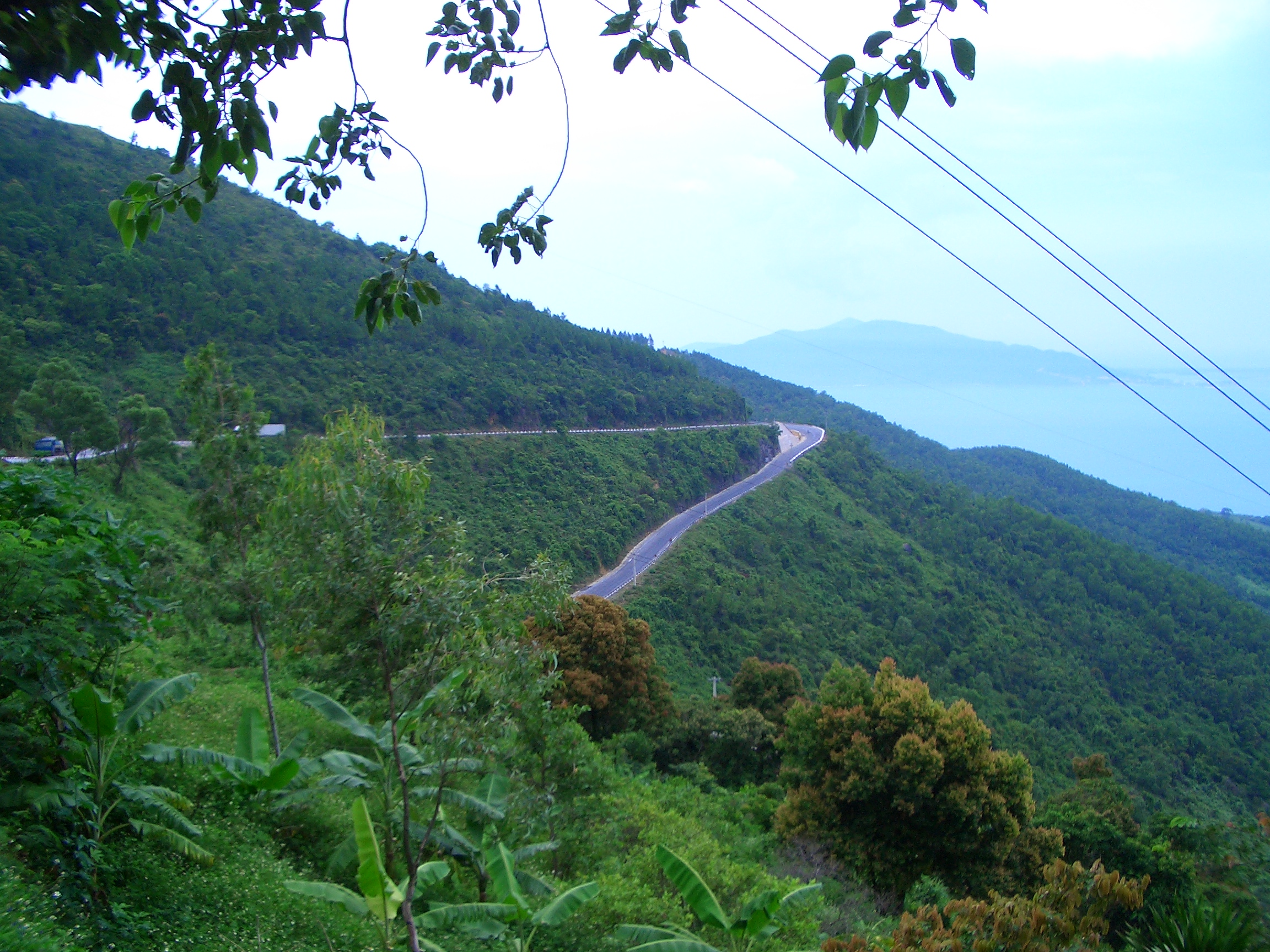
Carretera nacional 1 a su paso por el puerto de montaña Hai Van.

La carretera nacional 1 (idioma vietnamita: Quốc lộ 1) es un camino en Vietnam. Este camino comienza en la provincia de LangSon y extremos en la provincia de CaMau (Vietnam). 
La longitud total es de 2.301 kilómetros. El camino fue construido por los franceses en 1930 y reconstruido por el gobierno vietnamita. El camino cruza 31 ciudades y provincias.
- km 16 - Provincia de Lạng Sơn
- km 119 - Provincia de Bắc Giang
- km 139 - Provincia de Bắc Ninh
- km 170 - Hanói
- km 229 - Phu Ly (provincia de Hà Nam)
- km 263 - Provincia de Ninh Bình
- km 323 - Provincia de Thanh Hóa
- km 461 - Vinh (provincia de Nghệ An)
- km 510 - Provincia de Hà Tĩnh
- km 658 - Đồng Hới (provincia de Quảng Bình)
- km 750 - Đông Hà (provincia de Quảng Trị)
- km 824 - Huế
- Col de Hải Vân, Tunnel de Hải Vân
- km 929 - Ville de Đà Nẵng
- km 991 - Tam Kỳ (provincia de Quảng Nam)
- km 1054 - Provincia de Quảng Ngãi
- km 1232 - Quy Nhơn (provincia de Bình Định)
- km 1329 - Tuy Hòa (provincia de Phú Yên)
- km 1450 - Nha Trang (provincia de Khánh Hòa)
- km 1528 - Phan Rang-Tháp Chàm (provincia de Ninh Thuận)
- km 1701 - Phan Thiết (provincia de Bình Thuận)
- km 1867 - Biên Hòa (provincia de Đồng Nai)
- km 1889 - Hô-Chi-Minh-Ville
- km 1936 - Tân An (provincia de Long An)
- km 1959 - Mỹ Tho (provincia de Tiền Giang)
- km 2024 - Provincia de Vĩnh Long
- km 2058 - Ville de Cần Thơ
- km 2119 - Sóc Trăng (provincia de Sóc Trăng)
- km 2176 - Province Bạc Liêu
- km 2236 - Ville de Cà Mau (provincia de Cà Mau)

- Datos: Q1372266
- Multimedia: National Route 1, Vietnam / Q1372266